# Digby (municipal district)
Digby, Municipality of the District of Digby – jednostka samorządowa (municipal district) w kanadyjskiej prowincji Nowa Szkocja powstała 17 kwietnia 1879 na bazie utworzonego w 1861 w hrabstwie Digby dystryktu, jednostka podziału statystycznego (census subdivision). Według spisu powszechnego z 2016 obszar municipal district to: 1657,33 km², a zamieszkiwało wówczas ten obszar 7107 osób (gęstość zaludnienia 4,3 os./km²).